# تشو دونغ-هيون
تشو دونغ-هيون (هانغل: 조 동현) هو لاعب كرة قدم كوري جنوبي، ولد في 12 مارس 1951 في كوريا الجنوبية. شارك مع منتخب كوريا الجنوبية لكرة القدم. أما مع النوادي، فقد لعب مع Industrial Bank of Korea FC ‏.

## وصلات خارجية
- تشو دونغ-هيون على موقع دوري كوريا الجنوبية (الإنجليزية)
- تشو دونغ-هيون على موقع قاعدة بيانات كرة القدم.إي يو (الإنجليزية)